# Carlos Garrido (Fußballspieler, 1977)
Carlos Alberto Garrido Opazo (* 6. Oktober 1977 in Talca) ist ein ehemaliger chilenischer Fußballspieler auf der Position eines Abwehrspielers.

## Karriere
Carlos Garrido begann seine Karriere 1997 bei seinem Heimatverein Rangers de Talca. Im Jahr 2001 wechselte er zu Universidad de Chile, bevor er 2004 zu Rangers zurückkehrte. 2006 wechselte er zu Audax Italiano, wo er regelmäßig in der ersten Mannschaft spielte. Garrido wurde zu Beginn des Jahres 2008 Kapitän von Audax Italiano, nachdem sein Teamkollege Carlos Villanueva aufgrund eines Streits mit der Vereinsführung das Amt abgelehnt hatte. Nach seiner Rückkehr 2013 zu den Rangers beendete Garrido im August 2014 seine Karriere aufgrund einer 2013 diagnostizierten Thrombophilie. Insgesamt absolvierte er über 200 Spiele in der chilenischen Primera División.

## Sonstiges
2021 wurde Garrido Sportdirektor der Rangers de Talca.